# Bout d'essai
Un bout d'essai est le test que font les comédiens lorsqu'ils interprètent une scène devant la caméra afin de se faire engager pour le rôle par le metteur en scène ou le directeur de casting.

## Anecdote
François Truffaut inséra dans son film Les 400 coups le bout d'essai qu'effectua Jean-Pierre Léaud pour interpréter Antoine Doinel.